# 克枯栈道

克枯栈道位于四川省阿坝州汶川县克枯乡杂谷脑河北岸，始建于汉代，为历代交通重要通道。克枯栈道是茶马古道藏北线（现汶川-理县段）的一部分，有重要的历史价值和纪念意义。1989年克枯栈道由阿坝州人民政府公布为州级文物保护单位，2013年被中华人民共和国国务院公布为全国重点文物保护单位，为茶马古道四川境内阿坝段的一处文物点。
克枯栈道现存遗址长158米，宽0.4-2米，包括两则清代碑刻。“5.12”地震后进入汶川的第一支救援队伍曾借助克枯栈道进入汶川，对汶川县的抗震救灾起了非常重要的作用。

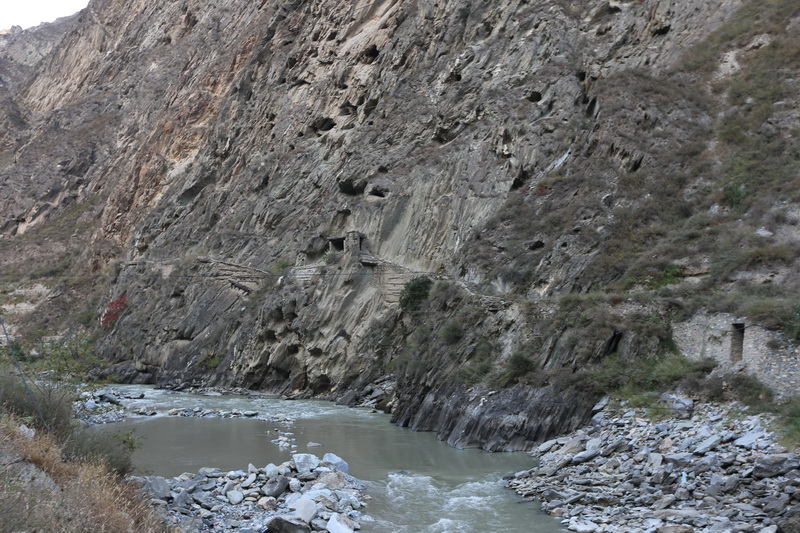
在杂谷脑河南岸看对面的克枯栈道
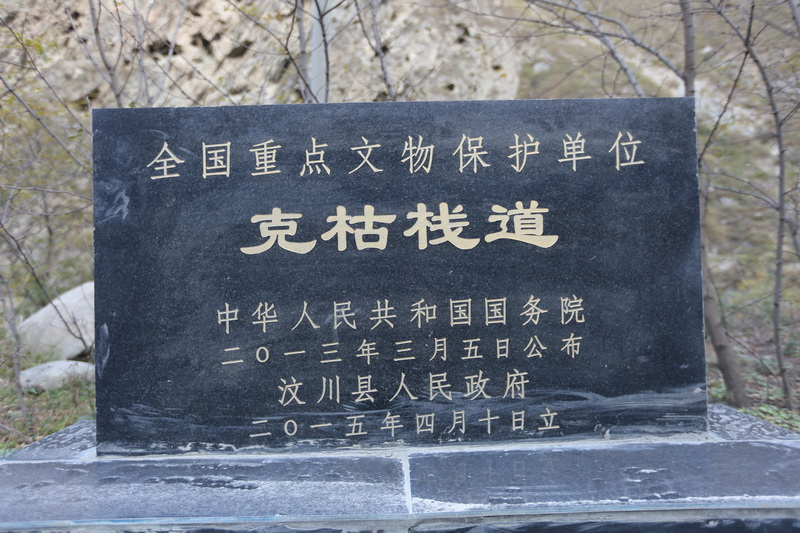
克枯栈道，第七批全国重点文物保护单位标志碑